# Темперанс (Мичиген)
Темпранс (енгл. Temperance) насељено је место без административног статуса у америчкој савезној држави Мичиген.

## Демографија
По попису из 2010. године број становника је 8.517, што је 760 (9,8%) становника више него 2000. године.
| Група             | 2000.         | 2010.         |
| Белци             | 7.512 (96,8%) | 8.127 (95,4%) |
| Афроамериканци    | 15 (0,2%)     | 35 (0,4%)     |
| Азијати           | 41 (0,5%)     | 70 (0,8%)     |
| Хиспаноамериканци | 150 (1,9%)    | 190 (2,2%)    |
| Укупно            | 7.757         | 8.517         |